# Adriano Aragozzini
 Adriano Aragozzini (n. 3 iulie 1938, Roma, Regatul Italiei) este un jurnalist italian.